# Керес (Прилузский район)
Керес (коми Керӧс) — деревня в Прилузском районе Республики Коми России. Входит в состав сельского поселения Спаспоруб.

## География
Деревня находится в юго-западной части республики, в подзоне средней тайги, в пределах Вычегодской равнины, к северу от реки Лузы, при автодороге 87Р-038, на расстоянии примерно 46 километров (по прямой) к северо-западу от села Объячева, административного центра района. Абсолютная высота — 143 метра над уровнем моря.
Климат
Климат характеризуется как умеренно континентальный, с продолжительной суровой многоснежной зимой и коротким прохладным летом. Средняя температура воздуха самого холодного месяца (января) составляет −17 °C (абсолютный минимум — −50 °С); самого тёплого месяца (июля) — 15 °C (абсолютный максимум — 35 °С). Годовое количество атмосферных осадков — 700 мм.
Часовой пояс
Керес, как и вся Республика Коми, находится в часовой зоне МСК (московское время). Смещение применяемого времени относительно UTC составляет +3:00.

## История
Основана в 1619 году. В 1625 году здесь (тогда «Бор над болотом») имелось 2 двора. В 1859 году в деревне Бор-Надболотовской (Керос) насчитывалось 7 дворов , 39 жителей,  в 1926 году 39 дворов, 213 человек. К 1970 в ней осталось 110 жителей, в 1979 году в Кересе (Керос) жили 47 человек; в 1989 – 25.

## Население
| 2010 |
| ---- |
| 0    |